# Jōan (era)

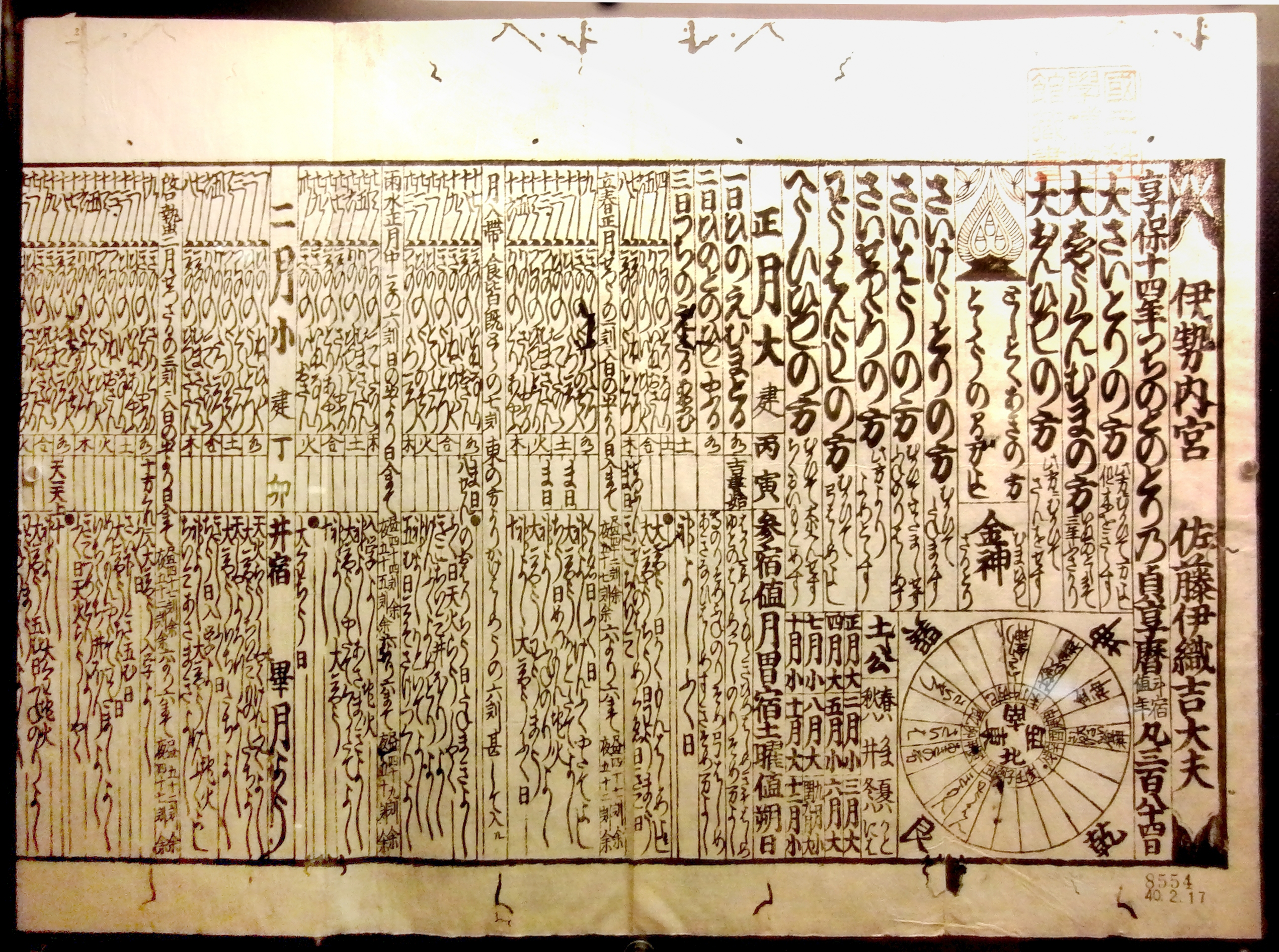
Calendario japonés fechado 1729, el cual empleó el procedimiento de calendario Jōkyō, publicado por Ise Grand Shrine.

Jōan (承安?) fue el nombre de una era japonesa (年号, nengō,, lit. "nombre de año") después de Kaō  y antes de Angen. Este periodo   abarcó los años desde abril de 1171 hasta julio de 1175. El emperador reinante en este periodo fue Takakura-tennō (高倉天皇?).

## Cambio de era
- 1171 Jōan gannen (承安元年?): El nombre de la nueva era fue creado para marcar un evento o series de eventos. La era previa y la nueva iniciada empezaba en Kaō 3, en el 21.º día del cuarto mes de 1171.[3]

## Acontecimientos de la eraJōuna
- 1172 (Jōan 1, Tercer día del 1.er mes): El emperador llega a la edad de 11 años; consiguientemente, el cabello en su cabeza fue afeitado como señal de su edad venidera.[4]
- 1171 (Jōan 1, décimo tercer día del 1.º mes): El emperador joven efectúa  una visita a la casa del emperador anterior-el emperador Va-Shirakawa, donde se cita por primera vez conTiara-no Tokoku, la hija adoptada de Ir-Shirakawa e hija de Taira no Kiomori. Acepta a la joven de 15 años como uno de su consorts, y  se traslada a su palacio.[5]
- 1171 (Jōan 2, décimo día del 2.º mes): La hija deTaira Kiyomori, Tokuko, se convierte en Emperadora Takakura.  Su emperatriz secundaria (chūva).[6]
- 1172 (Jōan 2, décimo mes): Takakura visita el Fushimi Inari-taisha y el Yasaka Shrine.[7]
- 1172 (Jōan 2, 12.º mes): Matsu motofusa es cesada para ser regente (sesshō) y daijō-daijin; y así  obtenga la oficina de kampaku.[8]
- 1173 (Jōan 3, 1.er día del 4.º mes): Shinran, fundador de Jodo Shinshu, nace y es nombrado Matsuwakamaro
- 1173 (Jōan 3, cuarto mes): El emperador visita el Iwashimizu Shrine y el Kamo Shrines.
- 1173 (Jōan 3, décimo mes): la madre del emperador, Ken-shun-mon In, funda el Saishōkō Cloister, el cual fue consagrado en una ceremonia dedicada,  en la que ella es  participante .[9]
- 1174 (Jōan 4, primer mes): El emperador hizo visitas a su padre y a su madre.